# Liste der Lieder von Zedd
Dies ist eine Liste der aufgenommenen und veröffentlichten Lieder des deutsch-russischen Electro-House- und Dubstep-Musikers Zedd (bürgerlicher Name: Anton Zaslavski). Die Reihenfolge der Titel ist alphabetisch nach Eigenkompositionen, Coverversionen und Remixen sortiert. Sie gibt Auskunft über die Urheber und auf welchem Tonträger die Lieder erstmals zu finden sind. Ausgenommen in dieser Liste sind eigene Neuauflagen (Coverversionen) ohne anderer Besetzung.

## Eigenkompositionen
| Titel                                                               | Autoren | Album                                            | Jahr |
| ------------------------------------------------------------------- | --- | ------------------------------------------------ | ---- |
| 365 (mit Katy Perry)                                                | Caroline Ailin Furøyen, Mich Hedin Hansen, Katy Perry, PhD, Corey Sanders, Anton Zaslavski                                                             | —                                                | 2019 |
| Addicted to a Memory (feat. Bahari)                                 | Matthew Koma, Anton Zaslavski | True Colors                                      | 2015 |
| Adrenaline (mit Grey)                                               | Kyle Trewartha, Michael Trewartha, Anton Zaslavski | Stay +                                           | 2016 |
| Autonomy                                                            | Anton Zaslavski | —                                                | 2011 |
| Beautiful Now (feat. Jon Bellion)                                   | Antonina Armato, Jon Bellion, Desmond Child, Tim James, David Jost, Anton Zaslavski                                                                    | True Colors                                      | 2015 |
| Boom Boom (Iggy Azalea feat. Zedd)                                  | Marlon Barrow, Michael Fonseca, Jeremy Hawkins, Brittany Hazzard, Amethyst Kelly, Alex Palmer, Priscilla Renea, Brandon Salaam-Bailey, Anton Zaslavski | Pitch Perfect 3 (O.S.T.)                         | 2017 |
| Break Free (Ariana Grande feat. Zedd)                               | Savan Kotecha, Max Martin, Anton Zaslavski | Stay +                                           | 2014 |
| Bumble Bee (feat. Botnek)                                           | David Gamson, Gordon Huntley, Erick Muise, Roger Troutman, Anton Zaslavski                                                                             | True Colors                                      | 2015 |
| Candyman (feat. Aloe Blacc)                                         | Aloe Blacc, Leslie Bricusse, Anthony Newley, Anton Zaslavski                                                                                           | Stay +                                           | 2016 |
| Changes (feat. Champions)                                           | | Skrillex Presents Free Treats Volume: 001        | 2011 |
| Clarity (feat. Foxes) Clarity (feat. Medina)                        | Holly Hafferman, Matthew Koma, Porter Robinson, Anton Zaslavski                                                                                        | Clarity                                          | 2012 |
| Clarity (feat. Foxes) Clarity (feat. Medina)                        | Holly Hafferman, Matthew Koma, Porter Robinson, Anton Zaslavski                                                                                        | —                                                | 2014 |
| Codec                                                               | Anton Zaslavski | Clarity                                          | 2012 |
| Daisy (feat. Julia Michaels)                                        | Jason Evigan, Julia Michaels, Danny Parker, Andreas Schuller, Anton Zaslavski                                                                          | True Colors                                      | 2015 |
| Done with Love                                                      | Alexander Izquierdo, Jacob Luttrell, Anton Zaslavski                                                                                                   | True Colors                                      | 2015 |
| Dovregubben                                                         | Zedd | —                                                | 2011 |
| Epos                                                                | Anton Zaslavski | Clarity                                          | 2012 |
| Fall Into the Sky (mit Lucky Date feat. Ellie Goulding)             | Lucky Date, Ellie Goulding, Anton Zaslavski | Clarity                                          | 2012 |
| Find You (feat. Matthew Koma & Miriam Bryant)                       | Matthew Bair, Miriam Bryant, Victor Niclas Sebastian Raadstroem, Anton Zaslavski                                                                       | Die Bestimmung – Divergent (O.S.T.)              | 2014 |
| Follow (Martin Garrix feat. Zedd)                                   | Caroline Ailin, Martijn Garritsen, Oskar Rindborg, Emily Warren, Anton Zaslavski                                                                       | Sentio                                           | 2022 |
| Follow You Down (feat. Bright Lights)                               | Heather Bright, Phil Schwan, Anton Zaslavski | Clarity                                          | 2012 |
| Funny (mit Jasmine Thompson)                                        | Jordan K. Johnson, Stefan Johnson, Marcus Lomax, Michael Pollack, Casey Smith, Jasmine Thompson, Anton Zaslavski                                       | —                                                | 2020 |
| Get Low (mit Liam Payne)                                            | Charles Hinshaw, Fabienne Holloway, Tristan Landymore, Anton Zaslavski                                                                                 | Stay +                                           | 2017 |
| Good Thing (mit Kehlani)                                            | Fin Dow-Smith, Kehlani Parrish, Peter Rycroft, Cleo Tighe, Anton Zaslavski                                                                             | —                                                | 2019 |
| Happy Now (feat. Elley Duhé)                                        | Sarah Aarons, Noonie Bao, Linus Wiklund, Anton Zaslavski                                                                                               | —                                                | 2018 |
| Hourglass (feat. LIZ)                                               | Elizabeth Nicole Abrams, Anton Zaslavski | Clarity                                          | 2012 |
| Human (feat. Nicky Romero)                                          | Elizabeth Nicole Abrams, Nick Rotteveel, Anton Zaslavski                                                                                               | —                                                | 2012 |
| I Want You to Know (feat. Selena Gomez)                             | Kevin Nicholas Drew, Ryan Tedder, Anton Zaslavski | True Colors                                      | 2015 |
| Ignite (feat. Riot Games)                                           | Antonia Armato, Tim James, Thomas Armato Sturges, Anton Zaslavski                                                                                      | Stay +                                           | 2016 |
| Illusion (feat. Echosmith)                                          | Georgia Ku, Jacob Luttrell, Anton Zaslavski | True Colors                                      | 2015 |
| Inside Out (mit Griff)                                              | Brittany Amaradio, Sarah Griffiths, Jonas Jeberg, Michael Pollack, Anton Zaslavski                                                                     | —                                                | 2020 |
| Into the Lair                                                       | Anton Zaslavski | Chroniken der Unterwelt – City of Bones (O.S.T.) | 2013 |
| Lost at Sea (feat. Ryan Tedder)                                     | Ryan Tedder, Anton Zaslavski | Clarity                                          | 2012 |
| Make You Say (mit Beauz & Maren Morris)                             | Jacob Kasher Hindlin, Maren Morris, Charlie Puth, Bernie Yang, Johan Yang, Anton Zaslavski                                                             | —                                                | 2022 |
| Papercut (feat. Troye Sivan)                                        | Jason Evigan, Austin Paul Flores, Sam Martin, Julia Michaels, Lindy Robbins, Anton Zaslavski                                                           | True Colors                                      | 2015 |
| Push Play (feat. Miriam Bryant)                                     | Miriam Bryant, Victor Rådström, Anton Zaslavski | Clarity (Deluxe-Edition)                         | 2013 |
| Scorpion Move                                                       | Anton Zaslavski | —                                                | 2011 |
| Shave It / Shave It Up                                              | Anton Zaslavski | Clarity                                          | 2011 |
| Shotgun                                                             | Anton Zaslavski | —                                                | 2012 |
| Slam the Door                                                       | Anton Zaslavski | —                                                | 2012 |
| Spectrum (feat. Matthew Koma)                                       | Matthew Koma, Anton Zaslavski | Clarity                                          | 2012 |
| Stache                                                              | Anton Zaslavski | Clarity                                          | 2012 |
| Stars Come Out (feat. Heather Bright)                               | Heather Dawn Bright, Anton Zaslavski | —                                                | 2011 |
| Starving (Hailee Steinfeld & Grey feat. Zedd)                       | Robert McCurdy, Christopher Petrosino, Kyle Trewartha, Michael Trewartha, Asia Whiteacre                                                               | Stay +                                           | 2016 |
| Stay (mit Alessia Cara)                                             | Sarah Aarons, Noonie Bao, Alessia Cara, Anders Frøen, Linus Wiklund, Anton Zaslavski                                                                   | Stay +                                           | 2017 |
| Stay the Night (feat. Hayley Williams)                              | Carah Faye, Benjamin Eli Hanna, Hayley Williams, Anton Zaslavski                                                                                       | Clarity (Deluxe-Edition)                         | 2013 |
| Straight into the Fire (feat. Julia Michaels)                       | Sam Martin, Julia Michaels, Mark Nilan, Lindy Robbins, Anton Zaslavski                                                                                 | True Colors                                      | 2015 |
| The Anthem                                                          | Anton Zaslavski | —                                                | 2010 |
| The Middle (mit Maren Morris & Grey)                                | Sarah Aarons, Jordan Johnson, Stefan Johnson, Marcus Lomax, Kyle Trewartha, Michael Trewartha, Anton Zaslavski                                         | —                                                | 2018 |
| Transmission (feat. Logic & X Ambassadors)                          | Antonina Armato, Sir Robert Bryson Hall II, Sam Nelson Harris, Tim James, Anton Zaslavski                                                              | True Colors                                      | 2015 |
| True Colors (feat. Tim James) True Colors (feat. Kesha)             | Antonina Armato, Tim James, Anton Zaslavski | True Colors                                      | 2015 |
| True Colors (feat. Tim James) True Colors (feat. Kesha)             | Antonina Armato, Tim James, Kesha Serbert, Anton Zaslavski                                                                                             | —                                                | 2016 |
| You’ve Got to Let Go If You Want to Be Free (Disclosure feat. Zedd) | Guy Lawrence, Howard Lawrence, Anton Zaslavski | —                                                | 2022 |

## Coverversionen
| Titel               | Autoren                | Album | Jahr |
| ------------------- | ---------------------- | ----- | ---- |
| The Legend of Zelda | Shuki Levy, Haim Saban | —     | 2011 |

## Remixe
| Titel                                        | Original-Interpret                | Jahr |
| -------------------------------------------- | --------------------------------- | ---- |
| Alive (Zedd Remix)                           | Empire of the Sun                 | 2013 |
| Ass on the Floor (Zedd Remix)                | DiddyDirtyMoney feat. Swizz Beatz | 2011 |
| Born This Way (Zedd Remix)                   | Lady Gaga                         | 2011 |
| Breakn’ a Sweat (Zedd Remix)                 | Skrillex & The Doors              | 2012 |
| Die for You (Zedd Remix)                     | Grabbitz & Valorant               | 2021 |
| Facebook Love (Zedd Remix)                   | David May                         | 2011 |
| Gangnam Style (Thorlacius Shaveup Remix)     | Psy                               | 2012 |
| Ho’s & Disco’s (Zedd Remix)                  | Lucky Date                        | 2010 |
| I Don’t Like You (Zedd Remix)                | Eva Simons                        | 2012 |
| I Feel Untouched (Zedd’s Bigroom Remix)      | FLX                               | 2010 |
| Icarus Lives! (Zedd Remix)                   | Periphery                         | 2010 |
| Latin Fever (Zedd Remix)                     | Wolfgang Gartner                  | 2010 |
| Let Me Love You (Zedd Remix)                 | DJ Snake feat. Justin Bieber      | 2016 |
| Lost in Japan (Zedd Remix)                   | Shawn Mendes                      | 2018 |
| Love Key 2010 (Zedd Mix Radio Edit)          | Moussa Clarke feat. Fisher        | 2010 |
| Marry the Night (Zedd Remix)                 | Lady Gaga                         | 2011 |
| Nasty (Zedd Vocal Remix)                     | Erick Decks                       | 2010 |
| No Regrets (SL Curtiz & Zedd Remix)          | Arbre Blass                       | 2010 |
| Nothin’ on You (Zedd Remix)                  | B.o.B feat. Bruno Mars            | 2010 |
| Original Style (Zedd Remix)                  | aUtOdiDakT                        | 2011 |
| Push Play (Zedd Remix)                       | Miriam Bryant                     | 2013 |
| Rude (Zedd Remix)                            | Magic!                            | 2014 |
| Save the World (Zedd Remix)                  | Swedish House Mafia               | 2012 |
| Scary Monsters and Nice Sprites (Zedd Remix) | Skrillex                          | 2010 |
| The Time (Dirty Bit) (Zedd Remix)            | The Black Eyed Peas               | 2010 |
| This Year (Zedd Remix)                       | Dan Thomas feat. MAB              | 2010 |
| Weapon of Choice (Zedd Remix)                | Fatboy Slim                       | 2010 |
| Weekends (Zedd Remix)                        | Skrillex feat Sirah               | 2010 |
| Witch Doktor (Zedd Remix)                    | Armand Van Helden                 | 2010 |